# Tuffi ai campionati europei di nuoto 2016 - Piattaforma 10 metri femminile
La competizione di tuffi dalla piattaforma 10 metri femminile dei Campionati europei di nuoto 2016 si è svolta il 13 maggio 2016. In tarda mattinata è stato disputato il turno eliminatorio a cui hanno partecipato 20 atlete, mentre in serata ha avuto luogo la finale tra le migliori 12 tuffatrici.

## Medaglie
| Posizione | Atlete           | Paese       |
| --------- | ---------------- | ----------- |
| Oro       | Julija Prokopčuk | Ucraina     |
| Argento   | Tonia Couch      | Regno Unito |
| Bronzo    | Georgia Ward     | Regno Unito |

## Risultati
In verde sono indicate le atlete qualificate alla finale.
| Pos. | Atlete              | Nazionalità | Eliminatorie | Eliminatorie | Finale | Finale |
| Pos. | Atlete              | Nazionalità | Punti        | Pos.         | Punti  | Pos.   |
| ---- | ------------------- | ----------- | ------------ | ------------ | ------ | ------ |
|      | Julija Prokopčuk    | Ucraina     | 344.35       | 2            | 385.90 | 1      |
|      | Tonia Couch         | Regno Unito | 345.20       | 1            | 352.70 | 2      |
|      | Georgia Ward        | Regno Unito | 278.15       | 7            | 325.05 | 3      |
| 4    | Ekaterina Petukhova | Russia      | 286.35       | 5            | 316.05 | 4      |
| 5    | Laura Marino        | Francia     | 271.50       | 11           | 314.55 | 5      |
| 6    | Christina Wassen    | Germania    | 302.30       | 3            | 310.75 | 6      |
| 7    | Noemi Batki         | Italia      | 284.00       | 6            | 308.40 | 7      |
| 8    | Maria Kurjo         | Germania    | 294.55       | 4            | 294.85 | 8      |
| 9    | Celine van Duijn    | Paesi Bassi | 274.25       | 9            | 292.25 | 9      |
| 10   | Hanna Krasnoshlyk   | Ucraina     | 278.10       | 8            | 284.30 | 10     |
| 11   | Alaïs Kalonji       | Francia     | 270.85       | 12           | 279.30 | 11     |
| 12   | Genevieve Green     | Lituania    | 273.15       | 10           | 152.65 | 12     |
| 13   | Yulia Timoshinina   | Russia      | 262.70       | 13           |        |        |
| 14   | Mara Aiacoboae      | Romania     | 262.20       | 14           |        |        |
| 15   | Villő Kormos        | Ungheria    | 253.10       | 15           |        |        |
| 16   | Ellen Ek            | Svezia      | 238.20       | 16           |        |        |
| 17   | Krystsina Sheshka   | Bielorussia | 220.80       | 17           |        |        |
| 18   | Zsófia Reisinger    | Ungheria    | 207.80       | 18           |        |        |
| 19   | Anne Tuxen          | Norvegia    | 203.75       | 19           |        |        |
| 20   | Isabelle Svantesson | Svezia      | 198.35       | 20           |        |        |